# Julisch-Claudische dynastie
De Julisch-Claudische dynastie is de naam gegeven aan de dynastie van de eerste vijf Romeinse keizers (principes, meervoud van princeps): keizer Augustus (geboren als Gaius Octavius en later Gaius Julius Caesar (bijgenaamd Octavianus) geheten), Tiberius Julius Caesar Augustus (geboren als Tiberius Claudius Nero), Gaius Julius Caesar Augustus Germanicus (bijgenaamd Caligula), Tiberius Claudius Drusus Nero Germanicus (kortweg Claudius genoemd) en Nero Claudius Caesar Augustus Germanicus (geboren als Lucius Domitius Ahenobarbus). Zij regeerden over het Romeinse Rijk van 27 v.Chr. tot 68 n.Chr, toen de laatste van de dynastie, Nero, zelfmoord pleegde. Deze vijf heersers waren door huwelijk en adoptie met de gens Julia en de gens Claudia verbonden. Gaius Julius Caesar wordt soms - onterecht - als haar stichter gezien, maar hij is dat niet: hij was geen keizer en had geen banden met de gens Claudia. Het is keizer Augustus die algemeen wordt beschouwd als haar stichter.
Het bewind van de Julisch-Claudisch keizers draagt enkele gelijkaardige trekken: allen kwamen ze aan de macht door indirecte of adoptieve relaties met Augustus. Elk breidde het gebied van het Romeinse Rijk uit en begonnen met grote bouwprojecten. De senatoren stoorden zich aan het merendeel van hen - een gevoelen dat ook blijkt uit de antieke auteurs. Zij werden geconfronteerd met samenzweringen om hen te doden en te vervangen en reageerden hierop door vermoedelijke en feitelijke uitdagers te doden of te verbannen. De laatste drie keizers werden ook effectief vermoord.
Tacitus schreef het volgende over de Julisch-Claudische keizers en hun geschiedenis:

Maar aan voor- en tegenspoed van het vroegere Romeinse volk is door beroemde schrijvers herinnerd; en voor het beschrijven van de tijd van Augustus ontbrak het niet aan gepaste genieën, totdat ze door voortwoekerende vleierij werden afgeschrikt. 3. Over Tiberius', Gaius' (Caligula), Claudius' en Nero's daden in hun bloeitijd uit vrees vervalst, is, nadat ze stierven, met recente haat geschreven. ...
— Tacitus, Annales I 1.2-3.

Hiermee geeft Tacitus de problematiek van de geschiedschrijving over principes aan: het is moeilijk om neutraal (objectief) te blijven als je schrijft over een familie die heel het Imperium Romanum beheerste.

## Dynastieke relaties

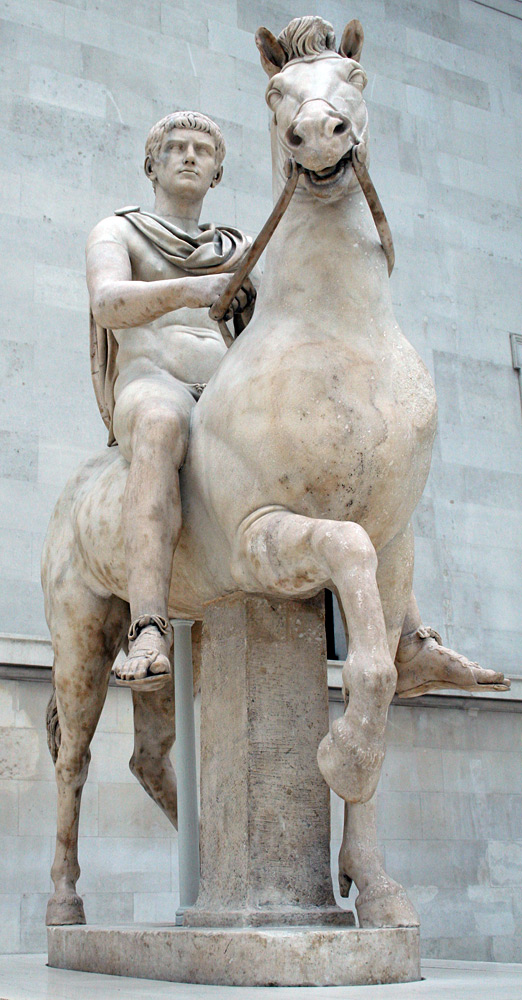
Standbeeld van een jeugdige ruiter, die wordt gedacht een van de jonggestorven erfgenamen van Augustus voor te stellen (British Museum).

Deze dynastie werd bekend als de Julisch-Claudische omdat haar leden voortkwamen uit twee patricische gentes, met name die van de Iulii en die van de Claudii. Haar stichter, Augustus, had Julisch bloed in de aderen door zijn grootmoeder langs moederskant, Julia Caesaris minor. Hij zou echter pas tot de gens Julia toetreden na zijn adoptie door zijn oudoom, dictator Julius Caesar (een broer van Julia), wiens naam Gaius Julius Caesar hij ook zou aannemen (om hem echter te onderscheiden van zijn adoptievader noemde sommige tijdgenoten hem Octavianus, daar hij oorspronkelijk in de gens Octavia was geboren).
Tiberius, de zoon van Augustus' echtgenote Livia bij haar eerste echtgenoot Tiberius Claudius Nero, (en dus Augustus' stiefzoon) werd geboren in de gens Claudia, maar zou - net zoals Augustus - door adoptie worden opgenomen in de gens Julia.
Caligula had via zijn vader Germanicus het Claudische bloed en via zijn moeder Agrippina maior het Julische bloed gekregen, maar was door de adoptie van zijn vader door Tiberius indirect mee opgenomen in de gens Julia.
Claudius was geboren in de gens Claudia en zou uitgesloten blijven van de adopties in de gens Julia. Toch was hij door bloed verbonden met Augustus, daar zijn grootmoeder langs moederskant Octavia Thurina minor, Augustus' zus, was. Bij zijn aantreden nam hij echter wel het cognomen Caesar aan.
Net als Caligula, had Nero zowel Julisch als Claudisch bloed in de aderen (Nero's moeder Julia Agrippina minor was dan ook zus van Caligula) en was een achterachterkleinzoon van Augustus. Door zijn adoptie door Claudius zou Nero (die in de gens Domitia was geboren) in de gens Claudia worden opgenomen.
In de dynastieke relaties van de Julisch-Claudische dynastie speelden vooral de vrouwen een belangrijke rol, daar de stichter van de dynastie, Augustus, met te weinig directe mannelijke nakomelingen zat en veel vrouwelijke verwanten had. Zo trouwde Julia Caesaris maior driemaal, terwijl Julia Drusi Caesaris en Julia Agrippina minor tweemaal in het echt traden. Vaak ging het om huwelijken met verwanten.

## Opkomst en val van de Julisch-Claudische dynastie

### Augustus
Augustus was de eerste princeps van Rome. Door steeds meer verschillende bevoegdheden van republikeinse magistraten naar zich toe te trekken kreeg hij de feitelijke macht over Rome in handen.
Deze achterneef en voornaamste erfgenaam van Gaius Julius Caesar (Julius Caesar) won de machtsstrijd die volgde op de moord op Caesar in het jaar 44 v.Chr. en was in 31 v.Chr. de enige die levend uit deze strijd kwam. Vanaf 27 v.Chr. zou hij als princeps (eerste burger) de teugels van het Imperium Romanum in handen houden. Hij maakte een einde aan een eeuw van burgeroorlogen en stichtte in de daaropvolgende periode de Julisch-Claudische dynastie. Onder het mom van het herstel van de republiek (restitutio rei publicae) voerde hij in werkelijkheid een duurzame omvorming tot monarchie (principaat) door. Ook op sociaal-economisch en ander gebied voerde Augustus tijdens zijn regering hervormingen door. Zijn heerschappij zorgde voor een langdurige tijd van interne vrede, die als Pax Augusta werd aangeduid.

### Tiberius
Tiberius Julius Caesar Augustus - geboren als Tiberius Claudius Nero - was de tweede princeps van Rome, als opvolger van Augustus. Ondanks zijn schitterende (militaire) carrière voordat hij princeps werd, zou hij de geschiedenis ingaan als een somber en wantrouwig heerser. Hij werd daarom ook wel tristissimus hominum (« de triestigste aller mensen ») genoemd. Hij zou een aantal hervormingen doorvoeren die het principaat nog steviger verankerde in de Romeinse samenleving en liet aan het eind van zijn regering een goedgevulde schatkist achter.

### Caligula

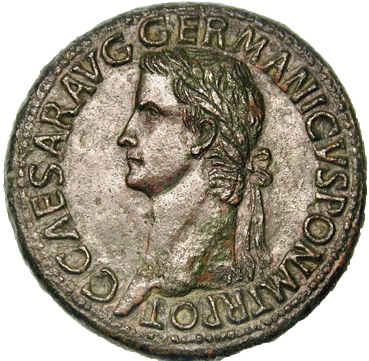
Caligula

Caligula was van 37 tot 41 princeps van Rome. Caligula's jeugd werd door de intriges van de eerzuchtige praefectus praetorio Seianus getekend. Na een hoopvol regeringsaantreden, dat door persoonlijke tegenslagen van het lot werd verduisterd begon hij zich meer en meer te gedragen als autocratisch heerser en liet in hoogverraadprocessen talrijke senatoren volgens willekeur ter dood veroordelen op basis van zijn bevoegdheden. Zijn schrikbewind eindigde met zijn vermoording door de pretoriaanse garde en in een damnatio memoriae door de Senaat.
Daar de antieke bronnen Caligula haast eenstemmig als waanzinnige tiran beschrijven en talrijke schandaalverhalen over de persoon van de keizer de ronde deden, is hij in het bijzonder een tweede leven gaan leiden als onderwerp van literaire en populair-wetenschappelijke werken. In het recente historische onderzoek heeft men dit beeld echter bijgesteld.

### Claudius
Claudius was de vierde princeps die Rome kende. Hij volgde de vermoorde Caligula op, van wie hij de oom was. Hij werd door de pretoriaanse garde uitgeroepen tot princeps en kwam aldus op ongeveer vijftigjarige leeftijd nog aan het hoofd van het Imperium Romanum te staan. Onder Claudius' regering zouden - net zoals onder die van Tiberius - verscheidene (administratieve) innovaties het licht zien. Bovendien wist Claudius het rijk uit te breiden met de verovering van Britannia.

### Nero
Nero was de vijfde en laatste princeps van de Julisch-Claudische dynastie. Door zijn autocratisch optreden en excentrieke gedrag maakte hij vijanden onder de senatoren, wat de Senaat er uiteindelijk toe zou brengen Nero uit te roepen als hostis (staatsvijand). Deze zou na Rome te hebben ontvlucht zelfmoord hebben gepleegd. Hiermee kwam een einde aan de Julisch-Claudische dynastie en begon een periode van burgeroorlog die de geschiedenis zou ingaan als het vierkeizerjaar (69). Uiteindelijk zou de Flavische dynastie als triomfator uit de strijd komen en de teugels van Rome in handen nemen.

## Deprincipesvan de dynastie
- Augustus (27 v.Chr. 14 na Chr.)
- Tiberius (14 - 37)
- Gaius ("Caligula") (37 - 41)
- Claudius (41 - 54)
- Nero (54 - 68)

## Andere belangrijke personen binnen de Julisch-Claudische dynastie
- Julia Caesaris maior - Dochter uit Augustus' eerste huwelijk (met Scribonia), moeder van Agrippina de Oudere
- Livia Drusilla - Tweede vrouw van Augustus, moeder van Tiberius Claudius Nero en Nero Claudius Drusus
- Marcus Vipsanius Agrippa - vader van Agrippina de Oudere en Agrippa Postumus uit huwelijk met Julia Caesaris maior
- Agrippa Postumus - zoon van Agrippa
- Vipsania Agrippina - vrouw van Tiberius
- Drusus - zoon van Tiberius
- Livilla - vrouw van Drusus
- Nero Claudius Drusus - vader van Claudius, Germanicus en Livilla
- Antonia - moeder van onder anderen Claudius, Germanicus
- Germanicus - vader van onder anderen Gaius ("Caligula")
- Agrippina de Oudere - moeder van Gaius ("Caligula")
- Valeria Messalina - derde vrouw van princeps Claudius
- Britannicus - zoon van Claudius en Valeria Messalina
- Agrippina de Jongere - moeder van Nero
- Poppaea - vrouw van Nero

Niet verwant, maar wel van belang als potentiële opvolger van Tiberius en moordenaar van verscheidene belangrijke personen van de Dynastie was:
- Lucius Aelius Seianus - prefect van de pretoriaanse garde.

## Antieke bronnen
- Velleius Paterculus, Historia Romana.
- Pseudo-Seneca, Octavia.
- Tacitus, Annales.
- Suetonius, De Vita Caesarium.
- Cassius Dio, ῾Ρομαϊκὴ ῾Ιστορία LIII-LXIII.